# Ulf von Konow
Ulf Torbjörn von Konow, född 25 april 1882 i Stockholm, död 10 april 1960 i Danderyds församling, var en svensk advokat. Han var från 1926 gift med journalisten Margareta von Konow.
Ulf von Konow var son till Seth von Konow. Han avlade mogenhetsexamen i Karlskrona 1901, hovrättsexamen vid Lunds universitet 1906 och fullgjorde sin tingstjänstgöring 1906–1908. Från 1908 var von Konow advokat i Stockholm, 1910 blev han ledamot av Sveriges advokatsamfund. 1916–1934 var han delägare i advokatfirman Lagercrantz & Dalén. Von Konow var framför allt en framstående expert på litterär, musikalisk och konstnärlig upphovsrätt och var i den egenskapen ofta anlitad av olika intressesammanslutningar. 1912–1922 och 1925–1939 var han juridisk ombudsman hos Svenska teaterförbundet, ledamot av dess styrelse 1934–1938 och VD i förbundets sociala sektion 1934–1939 samt juridisk ombudsman och sekreterare i Svenska skådespelareföreningen 1922–1925. Han var juridisk ombudsman hos Sveriges författareförening från 1918 och var dess sekreterare 1920–1937 och från 1942. Från 1923 var han sekreterare och juridisk ombudsman i Föreningen Svenska Tonsättares Internationella Musikbyrå och från 1946 juridisk ombudsman i Minerva, föreningen för Sveriges vetenskapliga och populärvetenskapliga författare. Han var från 1935 sekreterare och ständig styrelseledamot i Djurgårdsmässans stiftelse. Von Konow deltog även i lagstiftningsarbetet inom sitt specialområde: 1929 fick han i uppdrag att biträda de sakkunniga vid utgivandet av förslag till ändring i lagstiftningen om rätt till litterära och konstnärliga verk, och från 1941 var han av Kunglig Majestät förordnad intresserepresentant i 1939 års auktorrättskommitté. von Konow utgav bland annat Författares och tonsättares rätt enligt gällande lagstiftning (1941). Åren 1926–1936 var han redaktör för Svenska teaterförbundets medlemsblad. Han blev kommendör av Vasaorden 1957. Ulf von Konow är begravd på Norra begravningsplatsen utanför Stockholm.